# 2014년 동계 올림픽 레바논 선수단
2014년 동계 올림픽 레바논의 올림픽 선수단은 러시아 소치에서 개최된 2014년 동계 올림픽에 참가한 올림픽 레바논 선수단이다.

## 참가자
| 종목       | 남자 | 여자 | 합계 |
| ---------- | ---- | ---- | ---- |
| 알파인스키 | 1    | 1    | 2    |
| 합계       | 1    | 1    | 2    |

## 메달 획득 현황

### 종목별 메달 획득 현황
| 종목 | 1 | 2 | 3 | 합계 |
| 합계 |   |   |   |      |